# Domingo Martínez de Avendaño
Domingo Martínez de Avendaño (¿? - 24 de noviembre de 1595) fue un militar español que sirvió como gobernador de La Florida entre 1594 y 95. Su gobierno se caracterizó por promover la fundación de una serie de misiones al norte de San Agustín (Florida), con el fin de evangelizar a varias comunidades indígenas, y por la introducción de un tributo anual formado por maíz con el fin de alimentar a la población de San Agustín, la cual sufría hambruna debido a la escasez de cosechas.

## Primeros años
Domingo Martínez de Avendaño era originario de Manurga, en el País Vasco. Hijo de Juan de Martínez, también nativo de Manurga, y de Catalina Ruiz, emigró a Guatemala en 1569, donde residió durante un tiempo.
Domingo Martínez de Avendaño se unió a la armada española durante su juventud. En algún momento de su carrera alcanzó el rango de capitán. Entre, al menos, 1588 y 1590 participó en la Guerra anglo-española en el bando español. En 1588 capitaneó el galeón San Juan, el cual pertenecía a la Armada Invencible y contaba con una tripulación de 100 soldados.
En julio de 1590 Avendaño poseía diez pataches y diez 
zabras. Los pataches estaban capitaneados por el llamado León Rojo, compuesto por un total de 18 piezas y cuyo peso se situaba en 200 toneladas. Sin embargo, la mayoría de los pataches tenían un peso y una cantidad de piezas muy inferior a aquel (la almiranta pesaba 100 toneladas y constaba de solo 9 piezas; otras tres tenían 80 toneladas y las cinco restantes 60, poseyendo las ocho mencionadas unas 6 piezas cada una). Por su parte, las zabras pesaban 25 toneladas y contaban, en su mayoría, con dos piezas. Solo las dos principales zabras poseían 4 piezas.

## Gobernación de La Florida
Avendaño fue nombrado gobernador de Florida en 1594 y llegó a la capital de la colonia en mayo de ese año. El militar llegó a la provincia acompañado por Juan Menéndez Márquez, sobrino del anterior gobernador Pedro Menéndez Márquez, y por el franciscano Francisco Marrón, quien ocupó la principal posición entre los franciscanos de Florida. Juan Menéndez Márquez colaboró en el gobierno de Avendaño como Tesorero de la Real Hacienda.
Una vez en el gobierno de Florida, Avendaño se percató de que la producción y distribución de alimentos eran escasas en San Agustín, lo que estaba provocando una gran hambruna en la población de la ciudad. Para parar esto, y en algún momento entre finales de 1594 y 1595, Avendaño compró maíz a los indígenas y lo distribuyó entre los residentes de la ciudad. Sin embargo, solo logró resolver los problemas de hambruna parcialmente.
En 1595, Avendaño ordenó la construcción del fuerte de San Marcos con coquina. El trabajo se lo encargó a Hernando de Mista. En agosto del mismo año, Avendaño impulsó una serie de mejoras para las fortificaciones de la ciudad con el fin de protegerla ante un "posible ataque inglés". Además de eso, el gobernador introdujo escudos de armas reales en todas las casas concejiles.
Por otro lado, el nuevo gobernador contribuyó notablemente a la expansión de las misiones en la provincia. Estas misiones fueron  establecidas en zonas situadas al norte de San Agustín, expandiendo así el territorio floridano:
Él ayudó a Marrón a elegir lugares en los que establecer las misiones. Posteriormente, en septiembre de 1595, Avendaño envió a cinco religiosos a la región indígena de Guale, localizada en el sureste de la actual Georgia. Se trataba de tres franciscanos que vivían en Florida desde 1593 y de dos "veteranos" conocidos como Corpa y Badajoz. El objetivo de estos religiosos era evangelizar a la población de ciertas regiones de la región. Así, los envió, particularmente, a Asao, Ospo, Tolomato, Tupiqui y Asopo. Además, uno de los franciscanos decidió modificar Guale, pues envió a su población a la actual Catherines Island, para restablecer allí la jefatura.
Menéndez Márquez informó a Avendaño que muchos nativos de otras regiones de Guale también querían ser evangelizados. Por ello, Avendaño informó de ese hecho al rey, quien envió un grupo de hasta 12 eclesiásticos a La Florida en septiembre de 1595. Así, la llegada a Florida de estos eclesiásticos tenía como fin evangelizar, solamente, a aquellas aldeas de Guale que aceptaran la conversión al cristianismo. Si bien una parte de ellos fue enviado efectivamente a Guale, el resto fue enviado a Mocama y Aguadulce. Estas dos últimas regiones, sin embargo, no solo "absorbieron" a algunos de los religiosos recién llegados. También se nutrieron de aquellos eclesiásticos que vivían en La Florida desde 1593 y que no habían participado en la fundación de las regiones ya mencionadas (Asao, Tolomato..). Hay que tener en cuenta que Mocama y Aguadulce, aunque ya habían sido establecidas por los españoles con anterioridad y poseían nativos cristianizados, habían tenido una clara escasez de autoridades españolas y de eclesiásticos católicos que realizaran los ritos propios de su fe hasta ese momento.
Avendaño también promovió la fundación de misiones en Nombre de Dios y San Pedro, situadas también al norte de San Agustín.
En octubre de 1595 Avendaño y un grupo de soldados escoltaron a varios de los eclesiásticos en su viaje hacia las misiones en las que estos debían ejercer (5 de los cuales fueron trasladados a Guale). Su visita a las misiones tenía como fin supervisarlas y mostrar tanto su autoridad como la del clero a la población nativa. En todas las misiones que él fundaba realizaba una veneración a los franciscanos (incluyendo el arrodillamiento y el beso de manos) con el fin de mostrar a los nativo-americanos la superioridad del título de los eclesiásticos con respecto al del gobernador. Este hecho tenía como función la aceptación de los nativos a la evangelización.
Además, Avendaño pactó una serie de acuerdos tanto con los guales como con los Ais y se aseguró de que confiaran en su administración. Así, Avendaño aseguró a los primeros que, mientras su administración durara, ningún soldado que visitara su jefatura podría robarles comida; ellos comercializarian productos con los nativos, intercambiando  bienes  por alimentos.
Coincidiendo con la inspección de las misiones (y percatándose del relativo fracaso de la anterior compra de maíz a los indígenas), el gobernador puso en marcha un censo. El censo permitió a Avendaño conocer el número de matrimonios de Florida, por lo que obligó a todos los hombres casados a entregar anualmente a las autoridades una arroba (es decir, 25 libras) de maíz desgranado a modo de tributo. Así, el maíz obtenido sería repartido entre toda la población de la ciudad con el fin de aliviar el hambre de la población de la capital floridana. 
De esta manera, Avendaño logró que las misiones de San Pedro, Guale y, en menor medida, Nombre de Dios, pagaran, en suma, más de 490 arrobas en 1595. Aunque el tributo benefició a la población, no resolvió toda la hambruna de San Agustín, la cual derivaba de las malas cosechas. Los tributos de Guale fueron impuestos en un área que abarcaba desde la actual Cumberland Island hasta St. Catherines Island. El censo también reflejó que más de 2.500 nativo americanos habían sido bautizados: 1.400 en Nombre de Dios y San Pedro y otros 1.500 en San Agustín.
Además, y como solían hacer los gobernadores españoles de la provincia, Avendaño entregó bienes a los caciques que se acercaban a él para "rendirle homenaje", como signo de paz y amistad.
Avendaño murió el 24 de noviembre de 1595. Las causas de la muerte no se conocen con exactitud. Según distintas fuentes, murió debido a un infarto o de una hematemesis.

## Legado y reconocimiento
Tras su muerte, los misioneros consideraron a Avendaño como un gobernador que debía ser imitado por sus sucesores, ya que nunca creó ningún tipo de conflicto con ellos y los respetó y veneró en las misiones.